# Giorgio Ciccarelli
Giorgio Ciccarelli (Milano, 23 marzo 1967) è un cantautore italiano noto per essere stato per lungo tempo chitarrista degli Afterhours ed aver fondato i Sux!.

## Biografia
Ha iniziato come cantante e chitarrista nei Colour Moves (1986-1987), poi è stato fondatore dei Sundowner e degli Echidna, autori entrambi di un album, oltre ad esser stato per un breve periodo bassista dei Carnival of Fools e ha collaborato come turnista con i Six Minute War Madness e i Volwo.
Nel 1996 ha fondato i Sux! con i quali ha pubblicato 4 album, gruppo considerato dalla critica tra i più originali in ambito rock italiano di inizio millennio
Dal 1999 ha dapprima collaborato con gli Afterhours nei concerti dal vivo con cui ha registrato nel 2000 il doppio album dal vivo Siam tre piccoli porcellin per poi entrarne a far parte in pianta stabile dopo lo scioglimento dei Sux!.
Con il gruppo ha pubblicato due album di inediti (I milanesi ammazzano il sabato ed il premiato Padania) partecipando attivamente anche come compositore oltre alla riedizione nel 2014 di Hai paura del buio?. È apparso con gli altri componenti degli Afterhours nel film Lavorare con lentezza di Guido Chiesa del 2004 che hanno interpretato gli Area. Dal 10 novembre 2014, dopo 15 anni di collaborazione non fa più parte del gruppo.
È stato inoltre cantante/chitarrista del progetto musicale estemporaneo dei Maciunas nel 2011, trio alternative rock formato con due membri dei Fluxus che ha portato alla realizzazione dell'album video Esplodere nel sonno.
Nel 2014 si è unito al gruppo con cui aveva esordito, i Colour Moves con cui ha pubblicato l'anno seguente il doppio album A Loose End uscito per l'etichetta berlinese Interbang Records, composto da brani dell'epoca e nuove registrazioni.
Il 6 novembre 2015 viene pubblicato Le cose cambiano, il suo primo album da solista frutto dell'incontro con il vecchio amico Tito Faraci. I due si sono ritrovati nel backstage di un concerto dei riformati Colour Moves, gruppo in cui Ciccarelli suonava già ai suoi esordi come musicista. È così che due mondi artistici diversi si sono uniti: da un lato la musica di Giorgio Ciccarelli dall'altro le parole di Tito Faraci.
Nel 2016 gli viene consegnata la targa Best Live Act che premia le 10 migliori live band italiane votate dai direttori artistici dei club del Circuito KeepOn Live club arrivando 6º.
Dopo più di 100 concerti in giro per l’Italia a supporto del disco “Le cose cambiano”, il 30 marzo 2018 esce “Bandiere”, finanziato da una campagna di crowdfunding sulla piattaforma Musicriser.
La versione in vinile del disco, contiene la stampa di un acquerello disegnato dal fumettista Paolo Castaldi
Il 29 ottobre del 2021 esce "Niente demoni e dei" che vede in copertina un disegno di Milo Manara tratto dall'iconico fumetto "Lo scimmiotto" pubblicato la prima volta nel 1976

## Discografia

### Album

#### Sundowner
- 1992 - Heliotrope (Groan Music Records)

#### Echidna
- 1995 - Echidna (Spring Rain/infinitamente Musica) - CD-SPCRCS 028

#### Sux!
- 1998 - Contattocuorestomaco (Lilium/Sony Music)
- 2000 - Di fronte al civico 13 (Santeria/Audioglobe)
- 2003 - Lucido (Santeria/Audioglobe)
- 2005 - Dentro la città (V2 Records/Bagana Records/Edel)

#### Afterhours
- 2001 - Siam tre piccoli porcellin (Live) (Mescal)
- 2008 - I milanesi ammazzano il sabato (Universal)
- 2012 - Padania (Germi/Artist First)
- 2014 - Hai paura del buio? (Remastered & Reloaded) (Universal)

#### Maciunas
- 2011 - Esplodere nel sonno (A Buzz Supreme/Audioglobe) malone 001 album video in formato Dvd

#### Colour Moves
- 2015 - A Loose End (Interbang Records)

### Solista
- 2015 - Le cose cambiano (XXXV/Comicon-Audioglobe)
- 2018 - Bandiere (FMA/Audioglobe/Abramo Allione Edizioni)
- 2021 - Niente Demoni e Dei  (Santeria Records)

### Singoli
- 1986 - Colour Moves, Trees/Over Falling Skies 7" (The Eternal/Supporti Fonografici)
- 2004 - Afterhours, Gioia e rivoluzione - CD Single (Mescal)

### Partecipazioni a compilation
- 1987 - Colour Moves, Cloudlike, allegata alla fanzine Vinile n° 1 StampaAlternativa
- 1987 - Colour Moves, Venus in furs - A tribute to Andy Warhol Crazy Mannequin Records - CRAZY 00004, 1987
- 1990 - Sundowner, Dead Souls - Something about Joy Division (Vox Pop Records)
- 1991 - Carnival of Fools, Shadow of a Doubt - Sonic Youth tribute (Electric eye records)
- 2003 - Afterhours, La canzone di Marinella - Non più i cadaveri dei soldati (Un omaggio a Fabrizio De André) (il Mucchio Extra)
- 2009 - Afterhours, Il paese è reale (19 artisti per un paese migliore?) - (Casasonica)